# Generali Open Kitzbühel 2021
Generali Open Kitzbühel 2021 là một giải quần vợt thi đấu trên mặt sân đất nện ngoài trời. Đây là lần thứ 77 giải Austrian Open Kitzbühel được tổ chức, và là một phần của ATP Tour 250 trong ATP Tour 2021. Giải đấu diễn ra tại Tennis stadium Kitzbühel ở Kitzbühel, Áo, từ ngày 24 đến ngày 31 tháng 7 năm 2021.

## Nội dung đơn

### Hạt giống
| Quốc gia | Tay vợt               | Xếp hạng1 | Hạt giống |
| -------- | --------------------- | --------- | --------- |
| NOR      | Casper Ruud           | 14        | 1         |
| ESP      | Roberto Bautista Agut | 16        | 2         |
| SRB      | Filip Krajinović      | 34        | 3         |
| ESP      | Albert Ramos Viñolas  | 43        | 4         |
| ARG      | Federico Delbonis     | 46        | 5         |
| SRB      | Laslo Đere            | 52        | 6         |
| SLO      | Aljaž Bedene          | 58        | 7         |
| FRA      | Richard Gasquet       | 59        | 8         |
| ESP      | Jaume Munar           | 67        | 9         |
| ESP      | Carlos Alcaraz        | 73        | 10        |

- 1 Bảng xếp hạng vào ngày 19 tháng 7 năm 2021.[2]

### Vận động viên khác
Đặc cách:
- Alexander Erler
- Dennis Novak
- Thiago Seyboth Wild

Thay thế:
- Arthur Rinderknech

Miễn đặc biệt:
- Daniel Altmaier

Vượt qua vòng loại:
- Ernests Gulbis
- Jozef Kovalík
- Lukas Neumayer
- Holger Rune

Thua cuộc may mắn:
- Carlos Taberner
- Mario Vilella Martínez

### Rút lui
Trước giải đấu
- Aljaž Bedene → thay thế bởi  Carlos Taberner
- Richard Gasquet → thay thế bởi  Mario Vilella Martínez
- Dušan Lajović → thay thế bởi  Arthur Rinderknech
- Corentin Moutet → thay thế bởi  Mikael Ymer
- Lorenzo Musetti → thay thế bởi  Radu Albot
- Jo-Wilfried Tsonga → thay thế bởi  Lucas Pouille

## Nội dung đôi

### Hạt giống
| Quốc gia | Tay vợt        | Quốc gia | Tay vợt          | Xếp hạng1 | Hạt giống |
| -------- | -------------- | -------- | ---------------- | --------- | --------- |
| BIH      | Tomislav Brkić | SRB      | Nikola Ćaćić     | 99        | 1         |
| MON      | Hugo Nys       | ITA      | Andrea Vavassori | 131       | 2         |
| CZE      | Roman Jebavý   | NED      | Matwé Middelkoop | 147       | 3         |
| URU      | Ariel Behar    | ARG      | Guillermo Durán  | 166       | 4         |

- 1 Bảng xếp hạng vào ngày 19 tháng 7 năm 2021.

### Vận động viên khác
Đặc cách:
- Alexander Erler /  Lucas Miedler
- Neil Oberleitner /  Tristan-Samuel Weissborn

Bảo toàn thứ hạng:
- Marc López /  Jaume Munar

### Rút lui
Trước giải đấu
- Sander Arends /  David Pel → thay thế bởi  David Pel /  Arthur Rinderknech
- Ariel Behar /  Gonzalo Escobar → thay thế bởi  Ariel Behar /  Guillermo Durán
- Pablo Cuevas /  Fabrice Martin → thay thế bởi  Pablo Cuevas /  Thiago Seyboth Wild

## Nhà vô địch

### Đơn
- Casper Ruud đánh bại  Pedro Martínez, 6–1, 4–6, 6–3.

### Đôi
- Alexander Erler /  Lucas Miedler đánh bại  Roman Jebavý /  Matwé Middelkoop, 7–5, 7–6(7–5)